# Jardín zoológico de Berlín
El jardín zoológico de Berlín (en alemán Zoologischer Garten Berlin) es uno de los zoológicos más grandes en Alemania y con la mayor cantidad de especies animales en un zoológico en el mundo. Está ubicado en el antiguo distrito de Kurfürstendamm (hoy enmarcado en el distrito de Mitte de la capital alemana, cerca de la estación de trenes (S-Bahn) Zoologischer Garten. Junto con su acuario, este zoológico es uno de los lugares de interés de Berlín.
El número de la línea de la estación Zoologischer Garten del Metro de Berlín es la misma que el nombre de la banda irlandesa U2, que tiene una canción conocida como Zoo Station en su álbum "Achtung Baby".

## Historia
Fue abierto el primero de agosto de 1844, siendo el primer zoológico en Alemania. El acuario fue abierto en 1913. Los primeros animales que habitaron el zoológico fueron donados por Federico Guillermo IV de Prusia.
Al final de la Segunda Guerra Mundial el zoológico quedó prácticamente destruido y sólo 91 de los 3195 animales sobrevivieron. Considerando la casi total destrucción de la ciudad, esto fue bastante notable.

## Características
Este zoo tiene osos pandas, que pueden ser vistos en muy pocos zoos en el mundo. Todos los animales son encerrados en un área diseñada para recrear su hábitat natural. Este zoo también es uno de los pocos que exhiben tuátaras y cálaos de cola rufa de Luzón. Tiene una función de mantenimiento para los rinocerontes blancos y rinocerontes negros y gaurs.
Es también el más visitado de toda Europa con 2,6 millones de visitantes de todo el mundo. Está abierto todo el año y se puede acceder a él fácilmente con el transporte público. 
Los visitantes pueden también entrar por la exótica "Puerta de los Elefantes" al lado del acuario en Budapester Straße o a través de la Puerta de los Leones en Hardenbergplatz.
Berlín tiene otro zoo, el Tierpark Berlin, que fue el zoo de Berlín Este.